# Épisodes de Ratz
Cet article présente les épisodes de la série télévisée d'animation Ratz. Les deux protagonistes, nommés Razmo et Rapido, sont doublés par le duo comique Éric et Ramzy.

## Épisode 1:Stop
- France : 21 septembre 2003 sur France 3

## Épisode 2:Salut ma poule!
- France : 23 septembre 2003 sur France 3

## Épisode 3:La nuit du gouda toxique
- France : 24 septembre 2003 sur France 3

## Épisode 4:Le génie du fromage
- France : 25 septembre 2003 sur France 3

## Épisode 5:Panne sèche
- France : 26 septembre 2003 sur France 3

## Épisode 6:Un ami qui vous veut du bien
- France : 27 septembre 2003 sur France 3

## Épisode 7:Le cargo stoppeur
- France : 28 septembre 2003 sur France 3

## Épisode 8:Chasse au trésor
- France : 29 septembre 2003 sur France 3

## Épisode 9:Le petit orphelin
- France : 30 septembre 2003 sur France 3

## Épisode 13:Un cauchemar de fromage
Razmo a inventé le Rêvorama, une machine qui permet de voir les rêves des personnes en leur mettant un casque, afin de savoir d'où venaient ses cauchemars où il est pourchassé par un fromage vivant.

## Épisode 26:Le boulon manquant
Razmo perd accidentellement un boulon en titane rouge trempé à l'uranium, élément indispensable afin de booster sa rat-board. Il remarque alors que le moteur du cargo en possède un justement. Il réussit à le subtiliser et bat Rapido lors d'une course de rat-board. Mais Razmo ne sait pas que son geste pourrait inonder le cargo et le sombrer dans l'océan. Les deux rats retournent en vitesse dans la salle des machines mais Rapido visse par erreur le boulon sur la chaudière, ce qui pourrait l'exploser.

## Épisode 52:Rat de marée
- France : 11 novembre 2003 sur France 3